# Anapausis stapediformis
Anapausis stapediformis är en tvåvingeart som beskrevs av Freeman 1989. Anapausis stapediformis ingår i släktet Anapausis och familjen dyngmyggor. Inga underarter finns listade i Catalogue of Life.